# Ому

44°34′57″ пн. ш. 142°57′43″ сх. д. / 44.58250° пн. ш. 142.96194° сх. д.
О́му (яп. 雄武町, おうむちょう, МФА: [oːmu t͡ɕoː]) — містечко в Японії, в повіті Момбецу округу Охотськ префектури Хоккайдо. Станом на 1 жовтня 2008 року площа містечка становила 637,06 км². Станом на 31 березня 2017 населення містечка становило 4581 осіб.